# Christopher Walken
Christopher Walken (Queens, New York, 1943. március 31. –) Oscar- és BAFTA-díjas amerikai színész, színházi előadó. 
Az Oscar-díjat A szarvasvadász (1978) című filmben alakított szerepéért kapta. Eddigi filmes karrierje során igen termékeny volt, hiszen már több mint 100 filmben szerepelt: olyan nagy sikerű művekben, mint az Annie Hall, A holtsáv, a Batman visszatér, a Tiszta románc, a Ponyvaregény, Az Álmosvölgy legendája, a Kapj el, ha tudsz. 
A Saturday Night Live gyakori vendég házigazdája volt, szerepelt Madonna és Fatboy Slim videóklipjeiben, valamint színpadon eljátszotta Fülöp királyt Az oroszlán télen és Jack Huntert A tetovált rózsa című darabokban.

## Fiatalkora és családja
Ronald Walken néven született a New York-i Queensben, 1943. március 31-én. Apja, Paul Walken (eredeti nevén Wälken, Vesztfáliából származott), aki sütödét működtetett, nagyon szerette volna, ha fiai is a pék szakmát vitték volna tovább. Anyja Rosaline Russell (született Glasgowban) viszont úgy vélte, hogy mindhárom fiában tehetség lakozik, amelyet nem szabad kárba veszni, így testvéreihez (Glenn Walken, Ken Walken) hasonlóan ő is táncleckéket vett, és már tízévesen feltűnt különböző tévéshow-kban és rendszeres résztvevője volt a The Wonderful John Acton című sitcom sorozatnak. Ekkortájt vette észre Jerry Lewis, mikor Ronald ott ült a nézőtéren a The Colgate Comedy Hour felvételén, pont mikor Lewis volt a show vendégszereplője. A felvétel után Lewis váltott pár szót a kis Walkennel, akit teljesen lenyűgözött, s végleg eldöntötte, hogy ő is színész lesz.
Ronald 14 évesen állt először profi fotós fényképezőgép elé két kismacskával együtt: egy naptár számára készült a kép. Walkent cseppet sem zavarta, hogy két cicával kell pózolnia, ugyanis a következő nyári szünetben az ottani cirkuszba szegődött el, mint az oroszlánszelídítő segédje, és később úgy emlékezett vissza a nagymacskával való munkára, hogy az oroszlán öreg volt, és roppant tanulékony. Ronald és testvérei a New York-i Professional Children's School növendékei lettek, majd 1961-ben elszakadt testvéreitől és beiratkozott a Hofstra Egyetemre. Ezután alig egy évvel később szerepet kapott a Best Food Forward című Broadway-musicalben, amelynek sztárja egykori osztálytársa, Liza Minnelli volt. A színész nagyon büszke rá, hogy Liza tizenhatodik születésnapján táncolhatott osztálytársnője anyjával, a híres Judy Garlanddal is.
Rádöbbent, hogy a musical világa jobban érdekeli, mint a tanulás, így kimaradt az egyetemről, és a következő években számos zenés játékban lépett fel. De nemcsak New Yorkban szerepelt, hanem gyakran turnézott is a társulatokkal. 1964-ben a 'West Side Storyval lépett fel különböző városokban, ekkor találkozott Georgianne Thon színésznővel, aki kiváló táncos volt. Találkozgatni kezdtek, majd 1969-ben összeházasodtak és máig boldog házasságban élnek. 1965-ben Walken egy revüben szerepelt, amelynek sztárja Monique Van Doren volt, aki megállapította, hogy a fiatalember cseppet sem úgy fest, mint egy Ronald, inkább Christophernek tűnik. Walken megfogadta a tanácsot, és felvette az ajánlott keresztnevet.

## Pályafutása

### A kezdetek
Christopher Walken először gyerekstatisztaként tűnt fel különböző show-kban és sorozatokban, mígnem megismerkedett a The Colgate Comedy Hour felvételén Jerry Lewis-szel. Walken eldöntötte, hogy színész lesz. Ezután rendszeresen szerepelt (már 10 évesen), a The Wonderful John Acton sitcom sorozatban és más sorozat egy-egy epizódjában is megjelent. Húsz év után megjelent egy TV-filmben, a The Three Musketeers-ben (1969) és még ugyanebben az évben a filmvásznon is debütálni tudott a Me and My Brothers-ben (1969).
1964-ben egy barátja javaslatára a Ronald nevét megváltoztatta Christopher-re.

### 1970-es évek
Walken a '70-es évek elején szerepelhetett a James Bond-filmekből jól ismert Sean Conneryvel, Az Anderson magnószalagokban (1971), melyben egy elektronikai szakembert kellett eljátszania. Az első főszerepet egy évvel később kapta az alacsony költségvetésű sci-fi thrillerben, a The Happiness Cageben (1972), míg a kritikusok figyelmét először Paul Mazursky, Következő megálló: Greenwich Village (1976) című mozijában hívta fel magára, melyben egy bohém szépfiút alakított. Woody Allen Annie Halljában (1977) Duane-t, Annie öngyilkosságra hajlamos fivérét játszotta, de az igazi áttörést Nick szerepe jelentette Michael Cimino filmjében A szarvasvadászban (1978). A filmben egy acélgyári-munkást kellett alakítania, aki a vietnámi háború után teljesen megsemmisült érzelmileg. Walken rákészült a szerepre, hogy soványan jelenjen meg, egy hétig csak banánt és rizst evett. A fáradozásaiért meg is lett a jutalma, Oscar-díjban részesült a legjobb férfi mellékszereplő kategóriában. Walken neve egyre ismertebb lett, a szóbeszéd szerint Harrison Ford mögött ő volt George Lucas második jelöltje Han Solo szerepére a Csillagok háborújában (1977).

### 1980-as évek
Walken az 1980-as évek elején ismét Ciminóval dolgozott együtt A mennyország kapuja című filmben (1980), amely ugyan közönségsikert aratott, de a kritikusok tetszését egyáltalán nem nyerte el. Christopher minden filmjébe igyekezett egy kis táncjelenetet is belevinni, akár szerepelt a forgatókönyvben, akár nem, a Filléresőben (1981) azonban a rossz-fiú szerepében színészi és táncosi tehetségét egyaránt megcsillogtathatta, a kritikusok kellemes meglepetésére. Az Agyhalál (1984) című filmben Natalie Wood mellett (egy jelentéktelen jelenet erejéig) feleségével, Georgianne Walkennek is együtt játszott. A komédia után thriller következett, Stephen King: A holtsáv (1983) című regényéből készült filmben egy férfit alakít, aki öt év kómából felébredve lassan rájön, hogy olyan természetfeletti képességgel rendelkezik, amellyel meglátható a jövő. A színészt megkedvelték a kritikusok is, bár A szarvasvadász után nem tudott akkora sikert elérni, mint az említett Cimino-filmben. 1985-ben eljátszotta a James Bond-filmek egyik fő gonoszát, Max Zorint, a 007 – Halálvágtában (1985). A film kedvéért befestette a haját, hogy eredeti nácinak tűnjön. Ezután egy televízió-tudósítót a Halálzónában (1987), mely a kritikusok figyelmét is megszerezte. Christopher az 1980-as évek végén többször is játszott katona szerepeket; A milagrói babháborúban (1988) Kyril Montanát, a Biloxi Bluesban (1988) pedig egy különc gyakorlóőrmestert alakított. Az 1980-as évek végét egy önéletrajzi filmmel fejezte be, az Idegenek áldozatában, melyben Whitley Strieber írót alakította, akinek egy éjszaka földönkívüli lények hatolnak be a házába.

### 1990-es évek

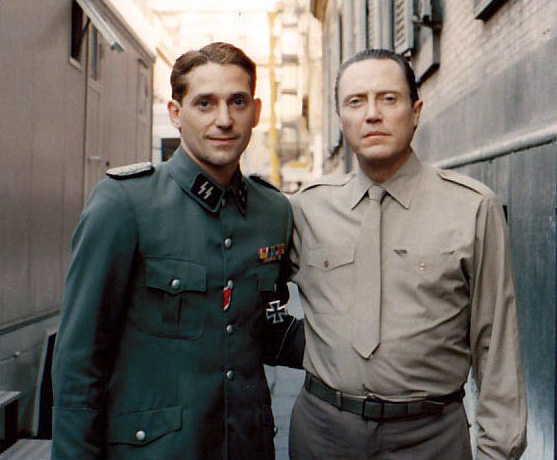
Steve Scott-tal 1996-ban a Celluloid forgatásán

Walken az 1990-es évek elején mind a közönség, mind a kritikusok szempontjából két érdektelen filmben szerepelt; Helen Mirrennel az Idegenek Velencében (1990) és Laurence Fishburne-nel a New York királyában (1990). De Walkent sosem zavarta, mivel saját bevallása szerint egyszerűen szeret dolgozni akár színpadon, akár kamera előtt, és éppen ezért olyan filmekben is szerepet vállal, amelyek nem kecsegtettek kasszasikerrel. 1991-ben Glenn Close-zal szerepelt a Feleség kerestetik (1991) című TV-filmben, melyért Close-t és őt Emmy-díjra jelölték. A közönség is megszerette, így további két rész is készült belőle; A szél ellenében (1993), A tél vége (1999). Walken visszatért a negatív karakterekhez, méghozzá a Batman visszatérben (1992) Max Screcket, a milliárdos gazembert alakította Michael Keaton, Danny DeVito és Michelle Pfeiffer mellett. Következő filmjében Quentin Tarantinóval dolgozott együtt a Tiszta románcban, olyan színészek mellett, mint Christian Slater, Gary Oldman, Patricia Arquette, Dennis Hopper, Val Kilmer, Brad Pitt és Samuel L. Jackson. Tarantino a következő filmjében is szerepeltette Walkent, a Ponyvaregényben, melyben mindössze öt percig volt látható, de olyan nagyszerűen játszott benne, hogy az a film egyik kultjelenete lett. Az 1995-ös év igen mozgalmasra sikeredett számára, hét filmet is készített, ezek: Menekülés a pokolból, Vad oldal, Kutass és rombolj, Leszámolás Denverben, Angyalok háborúja, Celluloid és Holtidő (1995), ez utóbbi Johnny Depp-pel. 1996-ban gengszterként próbálta ki magát, Bruce Willis oldalán Az utolsó emberigben (1996) és még ugyanebben az évben szinkronhangot is vállalt a Ripperben és a Privateer 2.: The Darkeningben (1996).
Walken a drámák mellett vígjátékokban is szerepel, jó példa erre az Egértanya (1997), amiben egy egérirtót ('Exterminátor') alakít és a Csapás a múltból (1999) című film, amelyben egy lökött tudóst, aki a kubai rakétaválság idején elhatározza, hogy várandós feleségével a kert végében épített földalatti betonbunkerban vészeli át a válság miatt biztosan kitörő háborút, és az ezzel járó radioaktív sugárzás hatásait. Az 1990-es évek végét Johnny Depp-pel Az Álmosvölgy legendájával (1999) fejezte be, mint a 'hesseni fej nélküli lovas.

### 2000 után
A millenniumi év után szerepelt Az arkangyal szárnyalásában, mely Walken számára a sorozat befejező része volt (ezután további két rész készült) és Fatboy Slim Weapon of Choice című videóklipjének koreográfusi feladatkörét is elvállalta. 2002-ben (huszonhárom év után) ismét a legjobb férfi mellékszereplőnek járó Oscar-díjra jelölték, ezúttal a Kapj el, ha tudsz című életrajzi filmben nyújtott alakításáért. A házimaci (2002) és a Gengszter románc (2003) miatt – karrierje során először – Arany Málna-jelöléseket szerzett, mint legrosszabb férfi mellékszereplő. Az Amazonas kincse (2003) című akcióvígjátékban Dwayne Johnson és Seann William Scott pozitív figurái mellett megint rosszfiút alakított. A 2003-as Kenguru Jack című vígjátékban is negatív oldalát mutatta be, amit szintén Arany Málnára jelöltek. 2004-ben inkább mellékszerepeket vállalt olyan sztárok mellett, mint Denzel Washington (A tűzben edzett férfi), Jack Black és Ben Stiller (Irigy kutya) (2004), illetve Nicole Kidman és Glenn Close (A stepfordi feleségek). A főszerepek is megtalálták, mint pl. Michael Caine mellett A kanyaron túl című road movie-ban, mely Walken számára kritikai elismerést is hozott.
2006-ban Adam Sandlerrel volt látható a Távkapcsban, a következő évben John Travoltával dolgozott együtt a Hajlakk című zenés filmben. 2011-ben ír maffiózót alakított a Nem írnek való vidék című bűnügyi filmben, 2012-ben szerepelt A búcsúkoncert és a A hét pszichopata és a si-cu című filmekben. A 2016-os A dzsungel könyve-feldolgozásban Lajcsi király eredeti hangja volt. 2020-ban Robert De Niróval komédiázott a Nagypapa hadművelet című vígjátékban.
2022-től a Különválás című sci-fi thrillersorozat főszereplője. 2024-ben a Dűne: Második részében IV. Shaddam császárt fogja megformálni a mozivásznon.

## Színházi karrierje

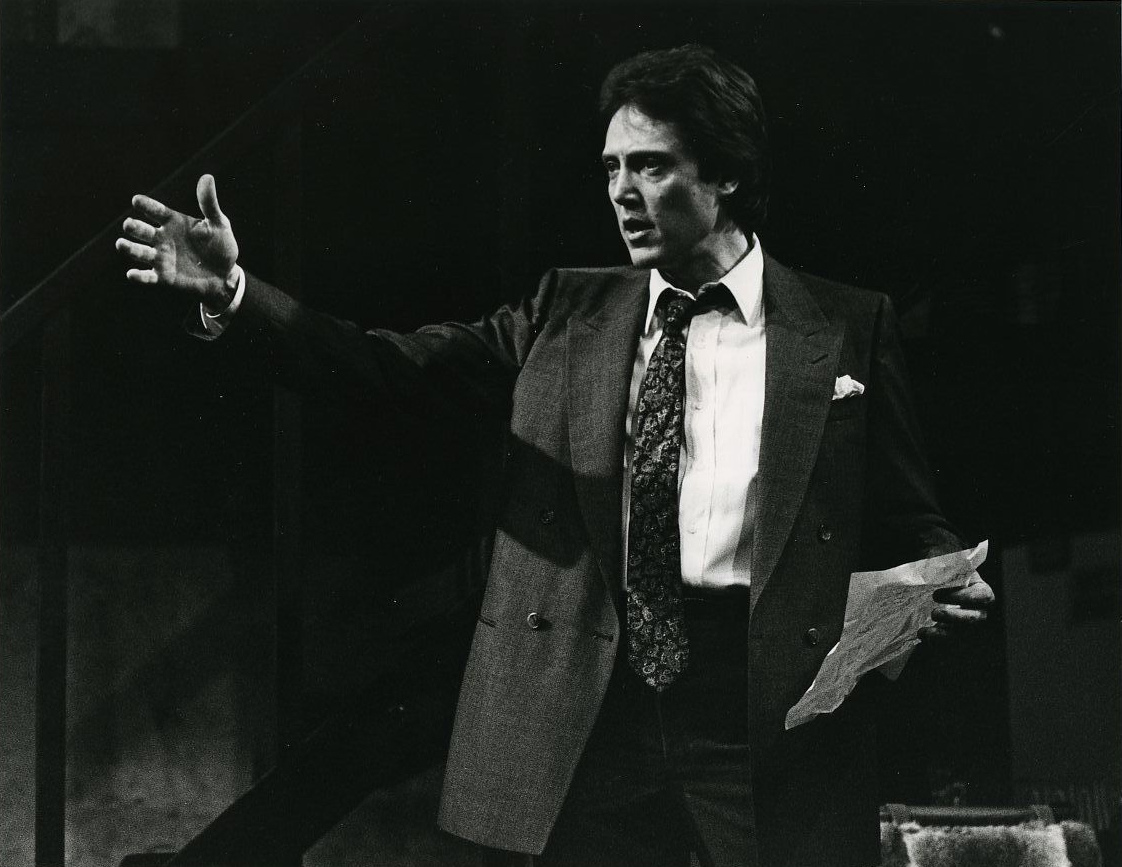
1984-ben a Broadway-en, a Zűrzavar előadásán

Walken már kilencévesen fellépett a színház deszkáin, a The Climate of Eden-ben (1952). Tánctudását is megmutatta az Alvin Színházban a J.B. (1964) című előadáson. 1965-ben már a Broadway-en lépett fel, méghozzá kilenc hónapig a Baker Street (1965) című darabban, de játszott olyan nagy előadásokon, mint Az oroszlán télenben (1966) Fülöp, francia királyt, a Tetovált rózsában (1966) Jack Huntert, A velencei kalmárban (1973) Bassaniot vagy Chance Wayne-t, Az ifjúság édes madarában (1975). Majdnem egy évig játszotta el Mickey-t a Zűrzavarban (1984) (a filmadaptációban Kevin Spacey alakította).
Mire betöltötte a hatvanadik évét, Walken már megírt, megrendezett egy off-Broadway vígjátékot, a Himet (1995), amelynek a főszerepét is eljátszotta, mint Elvis Presley. 2000-ben James Joyce adaptációjában a The Deadben (2000), Walkent Tony-díjra jelölték a legjobb férfi főszereplő – musical kategóriában. 2001-ben láthatta a közönség a Sirály-ban (2001), majd A Behanding in Spokane-ben, melyért ismét Tony-díjra jelölték.

## Magánélete
1969 óta él házasságban Georgianne Walkennel (születési név: Thon), aki castingrendezőként dolgozott olyan televíziós sorozatokban, mint a Törtetők és a Maffiózók. Connecticutban élnek, gyermekük nem született. Walken egy interjúban azt mondta, részben a gyermek hiánya az oka termékeny karrierjének.

## Érdekességek
- Harrison Ford után ő volt George Lucas második jelöltje Han Solo szerepére a Csillagok háborújában (1977) (rajta kívül Nick Nolte-ra és Al Pacinóra gondoltak).
- Kirabolták a velencei repülőtéren és az Az angyalok háborúja 2. forgatásán (szövegkönyv, szemüveg, kulcsok, vezetői engedély és $100). Később mindent megtaláltak a pénz kivételével.
- Megfontolták, hogy ő játssza a Másodikat a Szőr Austin Powers: Őfelsége titkolt ügynöke (1997) című filmben és Jack Sparrow kapitány szerepét A Karib-tenger kalózaiban (2003).
- A Premiere Magazin Nick Chevotarevich karakterét a Minden idők 100 legnagyszerűbb alakítás közül a 88. helyre sorolta.

## Válogatott filmográfia
- 1971: Az Anderson-magnószalagok
- 1976: Következő megálló: Greenwich Village
- 1977: Annie Hall
- 1977: Az őrszem
- 1978: A szarvasvadász
- 1979: Utolsó ölelés
- 1980: A mennyország kapuja
- 1980: A háború kutyái
- 1981: Filléreső
- 1983: Agyhalál
- 1983: A holtsáv
- 1985: Halálvágta
- 1986: Lőtávolban
- 1987: Halálzóna
- 1988: Biloxi Blues
- 1988: A hallgatag bunyós
- 1988: Csizmás Kandúr
- 1988: A milagrói babháború
- 1989: Idegenek áldozata
- 1990: New York királya
- 1990: Idegenek Velencében
- 1991: Amerikai gyilkosság
- 1991: McBain
- 1991: Feleség kerestetik (TV)
- 1992: Batman visszatér
- 1992: A mecénás szeretője
- 1993: Tiszta románc
- 1993: Wayne világa 2.
- 1993: A szél ellenében (TV)
- 1994: Csalóka
- 1994: Ponyvaregény
- 1995: Holtidő
- 1995: Kutass és rombolj
- 1995: Menekülés a pokolból
- 1995: Angyalok háborúja
- 1995: Leszámolás Denverben
- 1995: Vad oldal
- 1996: A graffiti királya
- 1996: Celluloid
- 1996: Az utolsó emberig
- 1996: A temetés
- 1997: Segítség, elraboltam magam!
- 1997: Egértanya
- 1997: Tökéletlenek
- 1998: Z, a hangya
- 1998: New Rose Hotel
- 1998: Az angyalok háborúja 2.
- 1999: Csapás a múltból
- 1999: Viszlát, gengszter!
- 1999: Az Álmosvölgy legendája
- 2000: Alkalom szüli a…
- 2001: Amerika kedvencei
- 2001: Kismocsok
- 2001: A királyné nyakéke
- 2002: Kapj el, ha tudsz
- 2002: Biliárd életre-halálra
- 2002: A házimaci
- 2002: Sírhely kilátással – Nincs esküvő, csak temetés
- 2003: Gengszter románc
- 2003: Kenguru Jack
- 2003: Az Amazonas kincse
- 2004: A kanyaron túl
- 2004: Irigy kutya
- 2004: A tűzben edzett férfi
- 2004: A stepfordi feleségek
- 2005: Domino
- 2005: Románc és cigaretta
- 2005: Ünneprontók ünnepe
- 2006: Távkapcs
- 2006: A sötétség ideje
- 2006: Az év embere
- 2007: Szerva itt, pofon ott
- 2007: Hajlakk
- 2009: Műkedvelő műkincsrablók
- 2011: Nem írnek való vidék
- 2012: A búcsúkoncert
- 2012: A hét pszichopata és a si-cu
- 2012: Született gengszterek
- 2014: Fiúk Jerseyből
- 2015: Büntet a kismocsok 2.
- 2015: Vicceskedők
- 2016: Eddie, a sas
- 2016: Kilenc élet
- 2016: A dzsungel könyve
- 2017: Apavadászat
- 2020: Nagypapa hadművelet
- 2020: Percy
- 2020: A szerelem ösvényein
- 2021–2022: Törvényen kívül (TV)
- 2022–: Különválás (TV)
- 2024: Dűne: Második rész

## Színházi szerepei
| Év   | Magyar cím             | Eredeti cím                      | Szerep            | Helyszín                      | Időtartam                 |
| ---- | ---------------------- | -------------------------------- | ----------------- | ----------------------------- | ------------------------- |
| 1952 |                        | The Climate of Eden              | Berton            | Martin Beck Theatre           | 1952.11.13. – 1952.11.22. |
| 1958 |                        | The Visit                        | Karl Schill       | Lunt-Fontanne Theatre         | 1958.05.05. – 1958.07.05. |
| 1958 | Morosco Theatre        | The Visit                        | Karl Schill       | 1958.08.20. – 1958.11.29.     |                           |
| 1958 |                        | J.B.                             | David             | ANTA Playhouse                | 1958.12.11. – 1959.10.24. |
| 1964 |                        | High Spirits                     | zenés együttes    | Alvin Theatre                 | 1964.04.07. – 1965.02.27. |
| 1965 |                        | Baker Street                     | gyilkos           | Broadway Theatre              | 1965.02.02. – 1965.11.30. |
| 1965 | Martin Beck Theatre    | Baker Street                     | gyilkos           | 1965.11.03. – 1965.11.14.     |                           |
| 1966 | Az oroszlán télen      | The Lion in Winter               | Fülöp király      | Ambassador Theatre            | 1966.03.03. – 1966.05.27. |
| 1966 | A tetovált rózsa       | The Rose Tattoo                  | Jack Hunter       | Billy Rose Színház            | 1966.11.09. – 1966.12.31. |
| 1967 |                        | The Unknown Soldier and His Wife | ismeretlen Katona | Vivian Beaumont Theater       | 1967.07.06. – 1967.09.16. |
| 1967 | George Abbott Theater  | The Unknown Soldier and His Wife | ismeretlen Katona | 1967.09.18. – 1967.11.12.     |                           |
| 1972 |                        | Enemies                          | Sintsov           | Vivian Beaumont Theater       | 1972.11.09. – 1972.12.16. |
| 1973 |                        | The Plough and the Stars         | Jack Clitheroe    | Vivian Beaumont Theater       | 1973.01.04. – 1973.02.10. |
| 1973 | A velencei kalmár      | The Merchant of Venice           | Bassanio          | Vivian Beaumont Theater       | 1973.03.01. – 1973.04.07. |
| 1975 | Az ifjúság édes madara | Sweet Bird of Youth              | Chance Wayne      | Harkness Theatre              | 1975.12.29. – 1976.02.08. |
| 1984 | Zűrzavar               | Hurlyburly                       | Mickey            | Ethel Barrymore Theatre       | 1984.08.07. – 1985.06.02. |
| 1995 |                        | Him                              | Elvis Presley     | New York Shakespeare Festival |                           |
| 2000 |                        | The Dead                         | Gabriel Conroy    | Belasco Theatre               | 2000.01.11. – 2000.04.16. |
| 2001 | Sirály                 | The Seagull                      | Sorin             | Delacorte Theater             | 2001.07.24. – 2001.08.26. |
| 2010 |                        | A Behanding in Spokane           | Carmichael        | Schoenfeld Theatre            | 2010.03.4. – 2010.06.6.   |

## Fontosabb díjak és jelölések

### Filmes és televíziós díjak
| Díj                     | Év   | Kategória                                            | Jelölt mű                        | Eredmény |
| ----------------------- | ---- | ---------------------------------------------------- | -------------------------------- | -------- |
| Oscar-díj               | 1978 | Legjobb férfi mellékszereplő                         | A szarvasvadász                  | Elnyerte |
| Oscar-díj               | 2002 | Legjobb férfi mellékszereplő                         | Kapj el, ha tudsz                | Jelölve  |
| BAFTA-díj               | 1979 | Legjobb férfi mellékszereplő                         | A szarvasvadász                  | Jelölve  |
| BAFTA-díj               | 2002 | Legjobb férfi mellékszereplő                         | Kapj el, ha tudsz                | Elnyerte |
| Golden Globe-díj        | 1978 | Legjobb férfi mellékszereplő                         | A szarvasvadász                  | Jelölve  |
| Primetime Emmy-díj      | 1991 | Legjobb férfi főszereplő (minisorozat vagy tévéfilm) | Feleség kerestetik               | Jelölve  |
| Primetime Emmy-díj      | 2022 | Legjobb férfi mellékszereplő (drámasorozat)          | Különválás                       | Jelölve  |
| Screen Actors Guild-díj | 2002 | Legjobb férfi mellékszereplő                         | Kapj el, ha tudsz                | Elnyerte |
| Screen Actors Guild-díj | 2007 | Legjobb szereplőgárda (mozifilm)                     | Hajlakk                          | Jelölve  |
| Screen Actors Guild-díj | 2022 | Legjobb szereplőgárda (drámasorozat)                 | Különválás                       | Jelölve  |
| Arany Málna díj         | 2002 | Legrosszabb férfi mellékszereplő                     | A házimaci                       | Jelölve  |
| Arany Málna díj         | 2003 | Legrosszabb férfi mellékszereplő                     | Gengszter románc és Kenguru Jack | Jelölve  |
| MTV Movie & TV Awards   | 2000 | Legjobb gonosztevő                                   | Az Álmosvölgy legendája          | Jelölve  |
| Szaturnusz-díj          | 1983 | Legjobb férfi főszereplő                             | A holtsáv                        | Jelölve  |
| Szaturnusz-díj          | 1995 | Legjobb férfi mellékszereplő                         | Angyalok háborúja                | Jelölve  |
| Szaturnusz-díj          | 1999 | Legjobb férfi mellékszereplő                         | Az Álmosvölgy legendája          | Jelölve  |
| Szaturnusz-díj          | 2016 | Legjobb férfi mellékszereplő                         | A dzsungel könyve                | Jelölve  |

### Színházi díjak
| Díj      | Év   | Kategória                            | Jelölt mű              | Eredmény |
| -------- | ---- | ------------------------------------ | ---------------------- | -------- |
| Tony-díj | 2000 | Legjobb férfi főszereplő (musical)   | James Joyce's The Dead | Jelölve  |
| Tony-díj | 2010 | Legjobb férfi főszereplő (színdarab) | A Behanding in Spokane | Jelölve  |

## Fordítás
- Ez a szócikk részben vagy egészben  a   Christopher_Walken című angol Wikipédia-szócikk fordításán alapul.  Az eredeti cikk szerkesztőit annak laptörténete sorolja fel. Ez a jelzés csupán a megfogalmazás eredetét és a szerzői jogokat jelzi, nem szolgál a cikkben szereplő információk forrásmegjelöléseként.